# Geldo (Vizcaya)
Geldo es una entidad de población española del municipio de Zamudio, perteneciente a la provincia de Vizcaya, en la comunidad autónoma del País Vasco. En 2023, la entidad singular de población tenía empadronados 115 habitantes.